# Florian Grünberger
Florian Grünberger (* 22. September 1980 in Ried im Innkreis) ist ein österreichischer Unternehmer und Politiker (ÖVP). Er ist seit 2021 Abgeordneter zum Oberösterreichischen Landtag.

## Leben
Grünberger, Sohne eines Münzkirchener Unternehmers, besuchte ab 1987 die Pflichtschulen in seinem Heimatort sowie die Landwirtschaftliche Fachschule Otterbach in St. Florian am Inn. Anschließend wurde er zum Bürokaufmann ausgebildet. Seit 2001 ist er im elterlichen Betrieb beschäftigt, zuletzt als Geschäftsführer. Grünberger ist verheiratet und hat einen Sohn.

## Politik
Grünberger ist seit 2015 Mitglied des Gemeinderates von Münzkirchen, wo er Parteiobmann der ÖVP, Gemeindevorstand und Vizebürgermeister ist. Seit 2021 ist er Mitglied des Oberösterreichischen Landtags, wo er in den Ausschüssen für Finanzen und Kommunales, Bauen und Naturschutz sowie im Immunitäts- und Unvereinbarkeitsausschuss tätig ist.
Daneben engagierte sich Grünberger in seiner Jugend in der Landjugend Oberösterreich, war in verschiedenen Funktionen auf Gemeinde- und Bezirksebene in der Jungen Wirtschaft tätig und ist seit 2020 Obmann der Wirtschaftskammer Schärding sowie Regionalbeirat des AMS Oberösterreich.